# Auriol Dongmo
Auriol Dongmo Mekemnang (Ngaoundéré, 3 agosto 1990) è una pesista e discobola camerunese naturalizzata portoghese.

## Palmarès
| Anno                             | Manifestazione                    | Sede           | Evento           | Risultato | Prestazione | Note                                                       |
| -------------------------------- | --------------------------------- | -------------- | ---------------- | --------- | ----------- | ---------------------------------------------------------- |
| In rappresentanza del Camerun    |                                   |                |                  |           |             |                                                            |
| 2011                             | Giochi panafricani                | Maputo         | Getto del peso   | Oro       | 16,03 m     |                                                            |
| 2011                             | Giochi panafricani                | Maputo         | Lancio del disco | 5ª        | 40,34 m     |                                                            |
| 2012                             | Campionati africani               | Porto-Novo     | Getto del peso   | Bronzo    | 15,41 m     |                                                            |
| 2013                             | Giochi della Francofonia          | Nizza          | Getto del peso   | Bronzo    | 15,30 m     |                                                            |
| 2014                             | Giochi del Commonwealth           | Glasgow        | Getto del peso   | 7ª        | 16,50 m     |                                                            |
| 2014                             | Campionati africani               | Marrakech      | Getto del peso   | Oro       | 16,84 m     |                                                            |
| 2014                             | Campionati africani               | Marrakech      | Lancio del disco | 8ª        | 41,35 m     |                                                            |
| 2015                             | Mondiali                          | Pechino        | Getto del peso   | 20ª (q)   | 16,85 m     |                                                            |
| 2015                             | Giochi panafricani                | Brazzaville    | Getto del peso   | Oro       | 17,21 m     |                                                            |
| 2015                             | Giochi panafricani                | Brazzaville    | Lancio del disco | 5ª        | 45,14 m     |                                                            |
| 2015                             | Giochi mondiali militari          | Mungyeong      | Getto del peso   | Bronzo    | 17,64 m     |                                                            |
| 2015                             | Giochi mondiali militari          | Mungyeong      | Lancio del disco | 8ª        | 46,44       |                                                            |
| 2016                             | Campionati africani               | Durban         | Getto del peso   | Oro       | 17,64 m     |                                                            |
| 2016                             | Campionati africani               | Durban         | Lancio del disco | 7ª        | 47,00 m     |                                                            |
| 2016                             | Giochi olimpici                   | Rio de Janeiro | Getto del peso   | 12ª       | 16,99 m     |                                                            |
| 2017                             | Giochi della solidarietà islamica | Baku           | Getto del peso   | Oro       | 17,75 m     |                                                            |
| 2017                             | Giochi della Francofonia          | Abidjan        | Getto del peso   | Oro       | 17,68 m     |                                                            |
| 2017                             | Mondiali                          | Londra         | Getto del peso   | dns       | dns         |                                                            |
| In rappresentanza del Portogallo |                                   |                |                  |           |             |                                                            |
| 2021                             | Europei indoor                    | Toruń          | Getto del peso   | Oro       | 19,34 m     |                                                            |
| 2021                             | Giochi olimpici                   | Tokyo          | Getto del peso   | 4ª        | 19,57 m     |                                                            |
| 2022                             | Mondiali indoor                   | Belgrado       | Getto del peso   | Oro       | 20,43 m     | Miglior prestazione mondiale stagionale · Record nazionale |
| 2022                             | Mondiali                          | Eugene         | Getto del peso   | 5ª        | 19,62 m     |                                                            |
| 2022                             | Europei                           | Monaco         | Getto del peso   | Argento   | 19,82 m     | Record nazionale                                           |
| 2023                             | Europei indoor                    | Istanbul       | Getto del peso   | Oro       | 19,76 m     | Miglior prestazione europea stagionale                     |
| 2023                             | Giochi europei                    | Chorzów        | Getto del peso   | Oro       | 19,07 m     | [ 1 ]                                                      |
| 2023                             | Mondiali                          | Budapest       | Getto del peso   | 4ª        | 19,69 m     |                                                            |
| 2025                             | Europei indoor                    | Apeldoorn      | Getto del peso   | Bronzo    | 19,26 m     | Miglior prestazione personale stagionale                   |
| 2025                             | Mondiali indoor                   | Nanchino       | Getto del peso   | 8ª        | 18,54 m     |                                                            |

## Altre competizioni internazionali
2022
- Oro in Coppa Europa di lanci ( Leiria), getto del peso - 19,68 m

2023
- Oro ai Campionati europei a squadre di atletica leggera ( Chorzów), getto del peso - 19,07 m